# Vlašim (nádraží)
Vlašim je železniční stanice v jižní části města Vlašim v okrese Benešov ve Středočeském kraji nedaleko řeky Blanice. Leží na neelektrifikované jednokolejné trati Benešov u Prahy – Trhový Štěpánov. V těsné blízkosti stanice je umístěno městské autobusové nádraží. V obvodu stanice se nachází ještě železniční zastávka Vlašim zastávka, která je ovšem od roku 2021 bez pravidelné osobní dopravy.

## Historie
Dne 15. prosince 1895 otevřela společnost Místní dráha Benešov - Vlašim trať z Benešova, kudy od roku 1871 procházela trať společnosti Dráha císaře Františka Josefa (KFJB) spojující Vídeň a Prahu. Nově postavené nádraží ve Vlašimi původně vzniklo jako koncová stanice, dle typizovaného stavebního vzoru. Dne 11. října 1902 byla trať prodloužena dále do Trhového Štěpánova a Dolních Kralovic (úsek Trhový Štěpánov – Dolní Kralovice byl uzavřen roku 1975). Technickou dokumentaci projektu připravila a práce prováděla stavební firma Bořkovec & Dvořák.
Provoz na trati zajišťovaly od zahájení Císařsko-královské státní dráhy (kkStB), po roce 1918 Československé státní dráhy (ČSD), místní dráha byla zestátněna roku 1925.

## Popis
Nachází se zde dvě jednostranná nástupiště, k příchodu k vlakům slouží přechody přes koleje, kterými je možno přejít do jižní části města.